# Episodi di Houston Knights - Due duri da brivido (seconda stagione)
La seconda e ultima stagione della serie televisiva Houston Knights - Due duri da brivido è stata trasmessa in anteprima negli Stati Uniti d'America dalla CBS tra il 15 settembre 1987 e il 24 maggio 1988.
| nº | Titolo originale              | Titolo italiano | Prima TV USA      | Prima TV Italia |
| -- | ----------------------------- | --------------- | ----------------- | --------------- |
| 1  | Moving Violation              |                 | 15 settembre 1987 |                 |
| 2  | Heads I Win, Tails You Lose   |                 | 22 settembre 1987 |                 |
| 3  | Desperado                     |                 | 6 ottobre 1987    |                 |
| 4  | Gun Shy                       |                 | 13 ottobre 1987   |                 |
| 5  | Lady Smoke                    |                 | 20 ottobre 1987   |                 |
| 6  | God's Will                    |                 | 3 novembre 1987   |                 |
| 7  | Diminished Capacity           |                 | 10 novembre 1987  |                 |
| 8  | Home Is Where the Heart Is    |                 | 17 novembre 1987  |                 |
| 9  | Secrets                       |                 | 8 dicembre 1987   |                 |
| 10 | Somebody to Love              |                 | 22 dicembre 1987  |                 |
| 11 | There's One Born Every Minute |                 | 2 gennaio 1988    |                 |
| 12 | Vigilante                     |                 | 9 gennaio 1988    |                 |
| 13 | The White Hand                |                 | 16 gennaio 1988   |                 |
| 14 | Sins of the Father            |                 | 30 gennaio 1988   |                 |
| 15 | Crime Spree                   |                 | 6 febbraio 1988   |                 |
| 16 | Cajun Spice                   |                 | 13 febbraio 1988  |                 |
| 17 | The Stone                     |                 | 20 febbraio 1988  |                 |
| 18 | Burnout                       |                 | 27 febbraio 1988  |                 |
| 19 | Love Hurts                    |                 | 26 aprile 1988    |                 |
| 20 | Bad Paper                     |                 | 3 maggio 1988     |                 |
| 21 | For Caroline                  |                 | 10 maggio 1988    |                 |
| 22 | The Jungle Fighter            |                 | 24 maggio 1988    |                 |